# Прямий образ пучка
Прямий образ пучка  — узагальнення поняття перетину пучка на відносний випадок.

## Означення
Нехай f: X → Y — неперервне відображення топологічних просторів, і Sh(-) позначає категорію пучків абелевих груп на топологічному просторі. Функтор прямого образу
{\displaystyle f_{*}:Sh(X)\to Sh(Y)}
переводить пучок F на X в передпучок на Y, заданий як:
- множина перетинів для відкритої підмножини U  у просторі Y є за означенням:

{\displaystyle f_{*}F(U):=F(f^{-1}(U)),}
- Якщо {\displaystyle V\subseteq U} є двома відкритими множинами у просторі Y  то гомоморфізм обмеження задається як:

{\displaystyle \rho _{VU}:=\rho _{f^{-1}(V)f^{-1}(U)}.}
Із даного означення легко помітити, що  f* (F) є насправді пучком на Y. Також ця операція є функторіальною, в тому сенсі, що морфізм пучків φ: F → G на X породжує морфізм пучків f* (φ) : f* (F) → f* (G) на Y і до того ж f*(IdF) = Idf* (F) і f*(φ ° ψ) = f*(φ) ° f*(ψ).
Таким чином f*  є функтором із категорії пучків на X в категорію пучків на Y.

## Приклади
- Якщо Y — точка, то функтор прямого образу збігається з функтором глобальних перетинів.
- Нехай {\displaystyle X=Y=S^{1}}— одиничне коло і {\displaystyle f:X\to Y} — відображення подвійного покриття (якщо одиничне коло вважати множиною комплексних чисел з абсолютним значенням рівним одиниці, то відображення можна записати як {\displaystyle f:z\to z^{2}}). Нехай F сталий пучок на X для множини {\displaystyle \mathbb {Z} }, тобто пучок породжений передпучком для якого всі групи перетинів для усіх відкритих підмножин є рівними {\displaystyle \mathbb {Z} }. Тоді для будь-якого малого інтервалу U у просторі Y, {\displaystyle f_{*}F(U)=F(f^{-1}(U))=\mathbb {Z} \oplus \mathbb {Z} } і тому всі ростки для цього пучка є рівними {\displaystyle \mathbb {Z} \oplus \mathbb {Z} .} Проте цей пучок не є сталим оскільки {\displaystyle f_{*}F(Y)=\mathbb {Z} .}

## Вищі прямі образи
Функтор прямого образу є точним зліва, але, взагалі кажучи, не є точним. Це випливає з того, що для точної послідовності пучків на X: {\displaystyle 0\to F\to G\to H\to 0} функтори перетинів для будь-який прямих підмножин є точними зліва, зокрема для відкритої підмножини U  у просторі Y  точною є послідовність  
{\displaystyle 0\to F(f^{-1}(U))\to G(f^{-1}(U))\to H(f^{-1}(U))}
і тому також послідовність  
{\displaystyle 0\to f_{*}F(U)\to f_{*}G(U)\to f_{*}H(U)}
Отже, можна розглянути праві похідні функтори функтора прямого образу. Вони називаються вищими прямими образами і позначаються Rqf*.
Для вищих прямих образів можна дати вираз, подібне з виразом для прямих образів: для пучка F на X, Rqf* (F) — пучок, асоційований з передпучком
{\displaystyle U\mapsto H^{q}(f^{-1}(U),F).}
Більш конкретно у цьому випадку пучок F обмежується на відкриту підмножину {\displaystyle f^{-1}(U)} утворюючи на ній пучок абелевих груп. Для цього пучка правий похідний функтор функтора глобальних перетинів присвоює деяку абелеву групу, яка присвоюється підмножині U. При цьому утворюється передпучок, що породжує пучок ізоморфний до Rqf*F .

## Властивості
- {\displaystyle (-)_{*}:f\to f_{*}}є функтором із категорії неперервних відображень із топологічного простору X у топологічний простір Y  у категорію функторів {\displaystyle Sh(X)\to Sh(Y).}Тобто {\displaystyle Id_{*}=Id} і {\displaystyle (g\circ f)_{*}=g_{*}\circ f_{*}.}
- Функтор прямого образу є спряженим із функтором оберненого образа пучка, тобто для будь-якого неперервного відображення {\displaystyle f:X\to Y} і пучків {\displaystyle {\mathcal {F}},{\mathcal {G}}} на X і Y відповідно, існує натуральний ізоморфізм

{\displaystyle \mathrm {Hom} _{\mathbf {Sh} (X)}(f^{-1}{\mathcal {G}},{\mathcal {F}})=\mathrm {Hom} _{\mathbf {Sh} (Y)}({\mathcal {G}},f_{*}{\mathcal {F}})}.
- Якщо f — вкладення замкнутого підпростору X ⊂ Y то f* є точним. Більш того, в цьому випадку f* є еквівалентністю категорій між пучками на X і пучками на Y з носієм в X. Це випливає з того факту, що шар{\displaystyle (f_{*}{\mathcal {F}})_{y}} дорівнює {\displaystyle {\mathcal {F}}_{y}}, якщо {\displaystyle y\in X} і дорівнює нулю в іншому випадку (тут використовується замкнутість X в Y).